# 昆明球蛛
昆明球蛛（学名：Theridion kunmingicum）为球蛛科球蛛属的动物。在中国大陆，分布于海南、云南等地。该物种的模式产地在海南尖峰岭、云南昆明。